# Высоцкий, Александр Анатольевич
Александр Анатольевич Высоцкий (род. 24 июля 1968, Караганда) — советский и казахстанский хоккеист. Тренер.

## Биография
Воспитанник карагандинского хоккея, игрок юношеских и молодёжных команд «Спартак» и «Юность». В сезоне 1985/86 дебютировал в команде первой лиги «Автомобилист» Караганда. В сезонах 1992/93 — 1994/95 выступал за команду, с 1993 года ставшую носить название «Строитель», в МХЛ. В дальнейшем играл за команды «Вернау/Эсслинген» (Германия, 1994/95), «Дизелист» Пенза и «Строитель» (обе — 1995/96), «Булат» Темиртау и «Неман» Гродно (Белоруссия, обе — 1996/97), «Тивали» Минск (Белоруссия, 1997/98), «Носта» — «Южный Урал» Новотроицк — Орск (1998/99), «Нефтяник» Альметьевск, «Мотор» Барнаул и «Металлург» Серов (все — 1999/2000), «Барыс» Астана (2001/02, 2004/05 — 2005/06), «Казахмыс» Караганда (2002/03 — 2003/04).
Тренер «Сарыарки» (2006/07). Тренер (2007), главный тренер (8 октября 2010 — 11 февраля 2009) «Барыса». В сезоне 2009/10 — заместитель генерального директора «Сарыарки» и тренер в сборной Казахстана. Главный тренер ХК «Алматы» (2010/11 — 2 февраля 2012). Главный тренер «Номада» Астана (2013/14). Тренер в команде МХЛ «Снежные барсы» Астана/Нур-Султан (2014/15 — 2019/20). Тренер в молодёжной сборной Казахстана (2016—2020), главный тренер юношеской сборной Казахстана U18 (2017—2018). Главный тренер ХК «Астана» (январь — февраль 2020). Главный тренер (2020/21 — 2021/22), тренер (2022/23 — 2023/24) команды «Номад». Тренер сборной Казахстана (с 2022). Тренер «Барыса» (9 октября — 12 декабря 2023).